# Nisha Verwey
Nisha Verwey (4 januari 1984 Amsterdam) is een Surinaams-Nederlands korfbalster. Zij werd Nederlands kampioen met TOP. Ze was een speelster van het Nederlands korfbalteam en voormalig speelster van het Surinaams korfbalteam.

## Carrière
Bij TOP beleefde Verwey haar grootste succes. Ze won meerdere Nederlandse titels. Ze nam definitief afscheid van de club in 2014. Na haar afscheid in de Korfbal League bleef ze spelen. Zo keerde ze in 2014 terug bij haar oude club Cresendo.
Ze won goud op de EK van 2010 namens Nederland.
Verwey is sinds 2017 speelster van het Surinaams korfbalteam. Zij speelde namens Suriname op het WK 2019.

## Erelijst
- Korfbal League kampioen 2x, (2011, 2014)
- Ereklasse veldkorfbal kampioen (2011)
- Europacup kampioen (2012)